# يانغ هاو
يانغ هاو (13 مايو 1990 بجيانغسو في الصين - ) هو لاعب كرة قدم صيني في مركز الوسط. لعب مع Chengdu Tiancheng F.C. ‏ وBaoding Yingli ETS F.C. ‏.